# Oscarsbete
Oscarsbete (engelska: Oscar bait) kallas en film som försöker att använda Oscarsnomineringar som en del av sin marknadsföring. Filmer som är Oscarsbete lanseras normalt under Oscarssäsongen i slutet av året, för att fortfarande vara nya när Amerikanska filmakademien röstar om nomineringarna och för att dra nytta av det ökade intresset när nomineringarna tillkännages. Filmerna utspelar sig ofta i historisk miljö med ambitiösa kostymer och scenografi, och handlar typiskt om tragiska ämnen som krig eller Förintelsen. De är inte sällan biografier, ofta om människor med funktionsnedsättningar eller personliga problem som får dem att kämpa ur underläge.
Modellen att ge en film begränsad distribution i slutet av året för att kvalificera den för Oscars, för att sedan ge den bred distribution i början av året därpå, användes redan på 1930-talet av filmer som Drottning Christina och Borta med vinden. Ordet Oscarsbete (Oscar bait) användes 1948 i The New Republic i en negativ recension av John Fords Indianöverfallet vid Fort Apache.
Den första filmen som använde Oscarsnomineringar som en uttalad del av sin marknadsföring var Deer Hunter från 1978. Filmen visades för en testpublik i Detroit som gav den ett svalt mottagande. Produktionsbolaget tog in producenten Allan Carr som konsult, och Carr menade att det enda sättet att få publiken att vilja se filmen skulle vara om den var en Oscarsvinnare. Filmen hade premiär på två biografer i Los Angeles och New York där den visades i två veckor under slutet av året. Marknadsföringen riktades till en nischad publik för att inge en känsla av prestige. När Oscarsnomineringarna tillkännagavs fick filmen bred distribution. Denna modell och användandet av Oscarskonsulter har sedan dess blivit vanlig.